# Музей на часовниците (Ангарск)
Музеят на часовниците в Ангарск е първият по рода си в Русия. Посещава се от около 13 хил. посетители годишно.
Колекцията на Павел Курдюков (1908-1985) става основата на първия в Русия музей на часовниците. В експозицията са представени часовници от XVIII - XX век от Западна Европа, Русия, Япония в корпуси от бронз, мрамор, порцелан или дърво. Има и уникати - часовници от Франция и Англия от XVII - XIX век, уникален дървен джобен часовник на руските майстори Бронникови.
Павел Курдюков има собствена работилница за ремонт на часовници в родното си село по поречието на река Вятка. През 1958 година се преселва в Ангарск и работи в промишлено предприятие. Поправя часовници на колеги по работа, търси литературни сведения за тях – така става колекционер. През 1967 година решава да отдаде на града колекцията си (с около 700 експоната по онова време).
През 1968 година неговата колекция е изложена в Ангарския краеведски музей. По същото време той излиза в пенсия и се устройва в музея, като продължава да попълва колекцията. През 1993 година е открита нова експозиция в сграда, специално реконструирана за колекцията.
Новото здание включва 10 изложбени зали на 2 етажа с обща експозиционна площ от 480 м². Изложението започва със Залата на паметта, посветена на основателя П. Курдюков. В отделни зали са представени часовници, различни по вид, стил, предназначение и страна на изработка – с разнообразна украса и форма, шахматни и авиационни, от часовникови кули и каминни през стенни и настолни до ръчни и миниатюри.